# João Alabá
João Alabá foi um babalorixá de um terreiro de Candomblé na rua Barão de São Félix, na Zona Portuária do Rio de Janeiro, bairro da Saúde.

## Biografia
O terreiro foi fundado por Bamboxê Obiticô, por volta de 1886 no tempo do Candomblé da Barroquinha em Salvador. Bamboxê retornou à Bahia e entregou a casa a João Alabá que era de Omolu para continuar a tradição. A iaquequerê (mãe pequena) era Hilária Batista de Almeida, Omo Oxum (filha de oxum) conhecida por Tia Ciata, provavelmente essa foi a primeira casa de candomblé na cidade do Rio de Janeiro.
Oba Sania fundou seu terreiro também no mesmo bairro, alguns anos depois o (Balé Xangô) Oba Sania e Bamboxê retornam para a Bahia, e Mãe Aninha viria pela primeira vez ao Rio de Janeiro. Chegando no Rio encontrou a casa de Oba Sania abandonada e resolveu cuidar e colocar a casa em ordem, nesse período iniciou algumas iaôs com a ajuda das Tias baianas que já moravam no Rio.
Seguindo os passos de Oba Sania e Bamboxê Mãe Aninha (Iá Obá Bii) faria inúmeras viagens da Bahia para o Rio de Janeiro. Oba Sania e Bamboxê que também possuía o titulo de Balé Xangô, estiveram no Rio de Janeiro por volta de 1886 e se instalaram no bairro da Saúde, implantando o axé de suas respectivas casas. O terreiro fundado por Bamboxê, após deu retorno à Bahia, foi segundo contam, entregue ao renomado João Alabá, que continuaria a tradição. No terreiro de João Alabá, Hilária Batista de Almeida, Omo Oxum (filha de oxum) conhecida por Tia Ciata, ocuparia o posto de Iaquequerê (Mãe Pequena).
Alguns anos após o retorno de Obá Sania e Bomboxê à Bahia, Mãe Aninha faria sua primeira viagem ao Rio de Janeiro.
Encontrou o terreiro de Obá Sania em estado precário, muito abandonado, e logo tratou de limpa-lo e recolocar tudo em ordem.
Durante esta estada, Aninha iniciou algumas iaôs e foi cercada das tias baianas mais proeminentes residentes na região a que Heitor dos Prazeres um dia chamou de Pequena África, e que ia da Praça Mauá e Pedra do Sal] até a Cidade Nova.
Por essa região se estendia a colônia baiana e muitas dessas pessoas logo se aproximaram de Aninha, tais quais:
Tia Joana Obassi de Oba, Tia Sanã, de Oxóssi, Tia Oxum toqui, Tia Liberata, Oloiá de Iansã, Tia Josefa Rica, de Oxum, Tia Bombala de Iansã, Tia Paulina, Oxum Querê, Tia Amélia e Tia Bambalá, ambas de Oxaguiã, e Mãe Oiá Bomim, ialorixá do axé da Rua São Caetano, 26.
Retornando à Bahia, Aninha se encontrou rodeada do pessoal da antiga, ligado ao terreiro de Obá Sania após seu falecimento em 1907.
Alguns anos depois, ela adquiria a roça de São Gonçalo, onde três anos depois fundou o Ilê Axé Opô Afonjá, em setembro do mesmo ano, fez a iniciação de Agripina de Souza, Obá Dei.
Mãe aninha só retornará ao rio de Janeiro, por volta de 1925, hospedando-se em São Cristóvão, na casa de sua grande amiga, Maria Ogalá, relacionada com a tradição da sociedade guelede.
Nessa ocasião, Aninha iria morar na cidade Nova, na rua Alegre, época que conheceu o prof. Agenor Miranda, do Ilê do afamado babalorixá João Abedé, situado na Rua João Caetano. Nessa época, duas filhas de Aninha, feitas na Bahia, já estavam residindo no Rio de Janeiro, Filhinha de Oxum e Agripina de Xangô. Mãe Aninha continuava no rio as atividades relacionadas a tradicional religião africana, foi nesse ambiente que conheceu Alberto Lobo, Zinssy, em 1926, e que mais tarde seria iniciado por ela, tornando-se Baba Euê.
No ano de 1935, aninha, que resolvera voltar definitivamente a Salvador, deixou com Filhinha e Agripina a responsabilidade de zelar pelo axé do Rio de Janeiro.
Daí até seu falecimento, Aninha trocou vasta correspondência com Agripina, que seria a primeira Ialaxé do Opô Afonjá do rio de Janeiro, em Coelho da Rocha. Após o falecimento de Agripina, em 1966, sucedeu-a Cantulina Garcia Pacheco, Mãe Cantu, Airá Tolá, que continuou à frente como Ialorixá.